# Iordanes (Konsul 470)
Flavius Iordanes war ein spätantiker oströmischer Militär und Politiker des 5. Jahrhunderts.
Iordanes war Vandale. Nach dem Tod von Kaiser Theodosius II. im Jahr 450 übergab dessen Schwester Aelia Pulcheria den Höfling Chrysaphios an Iordanes, damit dieser den Mord an seinem Vater Johannes rächen konnte, indem er Chrysaphios tötete.
Im Jahr 465 war Iordanes comes stabuli (Leiter der kaiserlichen Stallungen) und möglicherweise magister militum vacans (Heermeister ohne festes Kommando). Kaiser Leo war wütend auf ihn, weil sein Pferd gescheut hatte, doch Iordanes wurde durch die Fürsprache des Heiligen Daniel Stylites begnadigt, nachdem er vom Arianismus zum orthodoxen Christentum konvertierte.
Im Jahr 466 wurde Iordanes als Nachfolger von Ardabur zum magister militum per Orientem (Oberbefehlshaber im Osten) ernannt. Er diente in dieser Funktion bis etwa 469. Im Jahr 470 war Iordanes Konsul und befand sich in Konstantinopel; dort geriet er in Schwierigkeiten, nachdem ihm von den cubicularii Michael und Cosmas erlaubt wurde, die privaten Gemächer des Kaisers zu inspizieren, was als heikel galt.
Eine in dem Werk de thematibus des mittelalterlichen Kaisers Konstantinos Porpyhrogenitos überlieferte Inschrift, die sich im 10. Jahrhundert auf einer Konstantinos vorliegenden Silberschale im vestiarium des kaiserlichen Palastes in Konstantinopel befand, erwähnt einen magister militum per Orientem namens Iordanes. Allerdings fügt Konstantinos der Wiedergabe der Inschrift hinzu, dass Iordanes patricius unter Kaiser Arcadius (395–408) gewesen sei. Deshalb glauben Teile der Forschung, dass es unter Arcadius noch einen anderen Heermeister namens Iordanes gegeben habe. Die Prosopography of the Later Roman Empire empfiehlt dagegen „Vorsicht“ beim Umgang mit Konstantinos’ zusätzlichen Informationen. Sollten sie nicht zutreffen, würde sich die Inschrift wahrscheinlich ebenfalls auf den Konsul von 470 beziehen.